# 長尾彰
長尾 彰（ながお あきら）は、日本の組織開発ファシリテーター。株式会社ナガオ考務店代表取締役、学校法人茂来学園理事、一般社団法人アカデミーキャンプ理事、一般社団法人プロジェクト結（ゆい）コンソーシアム理事長、一般社団法人戦災復興支援センター代表理事。チームビルディング、組織論、リーダーシップ論、アントレプレナーシップ論、体験学習の専門家として活動する。

## 来歴
1975年　静岡県富士市出身。富士市立大淵第一小学校、富士市立大淵中学校、静岡県立富士高等学校普通科卒業。
4歳の時に小児ネフローゼで約1年の入院生活を送る。退院後も十分運動できない体のため、本に親しむようになる。小学3年生の時に登校拒否し、自然体験を専門とするフリースクールに通った。高校時代、所属したバスケットボール部の顧問教員に薫陶を受け、学校教育や体験学習に興味を持つようになる。
日本福祉大学社会福祉学部を卒業後、東京学芸大学にて野外教育学を研究した。プロジェクトアドベンチャーのファシリテーターとして活動する傍ら、組織キャンプやアドベンチャープログラムのディレクター経験を積む。
1998年4月　株式会社足柄グリーンサービス（現・株式会社アグサ）野外教育事業部に入社。プロジェクトアドベンチャーのファシリテーターとして活動する。
2003年10月　株式会社バンダイに入社。人材戦略室に配属。研修、教育を担当する。
2005年3月　独立し、フリーランスのファシリテーターとして活動する。
2007年3月　している株式会社設立。企業の採用・育成のファシリテーターとして活動する。
2010年4月　文部科学省の熟議政策に初の民間ファシリテーターとして登用される。
2010年10月　元サッカー日本代表監督岡田武史と、ハンドボール男女日本代表のチームビルディングを実施した。
2011年3月　東日本大震災後に石巻市で子どもたちの放課後の学びと遊びの場づくりを展開する「日常支援」と、子どもたちや地域の方を元気づけるイベントの企画・開催を展開する「非日常支援」を行う『 プロジェクト結（ゆい）』の理事長に就任。 佐藤琢磨や寺廻太らアスリートと、井上雄彦や三宅藤九郎ら文化人と復興支援活動を続ける。
2012年1月　株式会社ナガオ考務店を設立。以降、複数の企業に所属、ファシリテーターとして常駐することで組織開発を進める「エア社員」として活動する。
2012年4月　復興庁政策調査官（非常勤）に就任。2018年3月、政策参与を経て任期満了。
2012年6月　レースラフティング女子日本代表チームのファシリテーターに就任。
2013年4月　一般社団法人日本レースラフティング協会常任理事に就任。2018年退任。
2014年10月　宮城県石巻市に託児所「結のいえ」設立。
2016年4月　「結のいえ」を事業所内保育所に改組。湊水産株式会社取締役に就任。
2017年10月　長野県佐久穂町に、日本で初めてのイエナプランスクールの設立を目的とした一般財団法人佐久穂町イエナプランスクール設立準備財団の理事に就任。
2018年3月　『宇宙兄弟 「完璧なリーダー」は、もういらない。』を出版。8万部のヒットとなる。
2018年5月　FC今治が、愛媛県内の民間団体では初めて人事院の初任行政研修を受け入れた。チームビルディングと野外体験を組み合わせた独自の「地方創生プログラム」を実施。ファシリテーターを務めた。
2018年12月　佐久穂町にイエナプランスクール「大日向小学校」が開校。長野県より学校法人茂来（もらい）学園が認可され、理事に就任。
2019年6月　ナガオ考務店出版を設立。出版事業を始める。
2019年8月　『宇宙兄弟 今いる仲間でうまくいく チームの話』を出版。7万部のヒットとなる。
2019年11月　出版事業「ナガオ考務店出版」を設立。
2020年4月　シンガーソングライターのヒグチアイの企画・編集による「うふふ」をナガオ考務店出版より創刊。
2020年8月　ハイラブル株式会社による音声コミュニケーション解析ツールの研究を目的とした「おたまじゃくし研究所」の研究員に就任。
2021年8月　楽天大学学長、仲山進也とオンラインによる「TBP（チームビルディングプログラム）@Online」を開始する。
2022年3月　一般社団法人 戦災復興支援センター（War Disaster Reconstruction Assistance Center 略称:WDRAC ワドラック）の代表理事に就任。「支援する人を支援する」をコンセプトに、戦災復興に携わる人達へのサポートを始める。
2023年６月　ケネス・J・ガーゲンが創設した社会構成主義の研究所、The Taos Instituteのアソシエイトに就任。
2024年6月　歌、踊りのワークショップを通して音楽の教育を行う南カリフォルニアに本部を置く非営利団体、The Young Americans Japanのファウンダーに就任。
2025年８月　『宇宙兄弟 「完璧なリーダー」は、もういらない。』の新装版、『宇宙兄弟「心理的柔軟性」リーダーシップで、チームが変わる! リーダーの話』を上梓。
2025年８月　『宇宙兄弟 今いる仲間でうまくいく チームの話』の新装版、『宇宙兄弟「制約主導」のチームワークで、仕事が面白くなる! チームの話』を上梓。
2025年8月　「チームビルディングと組織開発の話」を上梓。

## 著書
- 『宇宙兄弟 「完璧なリーダー」は、もういらない。』学研プラス、2018年[1]
- 『宇宙兄弟 今いる仲間でうまくいく チームの話』学研プラス、2019年[2]
- 『宇宙兄弟「心理的柔軟性」リーダーシップで、チームが変わる! リーダーの話』学研、2025年
- 『宇宙兄弟「制約主導」のチームワークで、仕事が面白くなる! チームの話』学研、2025年
- 『チームビルディングと組織開発の話』ナガオ考務店出版、2025年